# 橙喉长吻松鼠
橙喉长吻松鼠（学名：Dremomys gularis），一种分布于越南北部及中国云南中南部元江-红河流域地区的啮齿动物，隶属于松鼠科长吻松鼠属。

## 分类地位
本种最初是作为红腿长吻松鼠（Dremomys pyrrhomerus）的一个亚种被发表，Ellerman & Morrison（1950）将本种视为红颊长吻松鼠（Dremomys rufigenis）的一个亚种。Corbet & Hill（1992）基于喉部、颈部的橙红色以及腹部的黑灰色将本种列为有效种。但 Wilson & Reeder（1993）却将本种视为红腿长吻松鼠的同物异名。2008年，学者结合外形特征及分子生物学证据，确立了本种的独立物种地位。

## 形态特征
橙喉长吻松鼠是一种体型较大的松鼠，体长186.57±37.70毫米，尾长159.73±37.70毫米。身体腹部呈黑褐色，颏部、喉部、股部及后肢内侧呈明显的橙红（棕）色。尾粗圆且长、具蓬松长毛，尾腹面为锈红色。

## 保护
本种于2023年被收录入《有重要生态、科学、社会价值的陆生野生动物名录》。